# Zayn du Plessis
Zayn du Plessis (* 12. Juli 1979) ist ein südafrikanischer Eishockeyspieler, der seit 2011 bei den Vipers Johannesburg in der Gauteng Provincial Hockey League spielt.

## Karriere
Zayn du Plessis spielte zunächst für die Pretoria Warriors. 2011 wechselte er zu den Vipers Johannesburg, für die er seither in der Gauteng Provincial Hockey League, einer der regionalen Eishockeyligen, deren Sieger den südafrikanischen Meistertitel ausspielen, aktiv ist.

### International
Für Südafrika nahm du Plessis an den D-Weltmeisterschaften 1998, 1999 und 2000, den Welttitelkämpfen der Division II 2001, 2002, 2003, 2004 und 2012 sowie der Division III 2005 und 2013, als er als Kapitän der Springboks fungierte, teil.

## Erfolge und Auszeichnungen
- 2000 Aufstieg in die Division II bei der D-Weltmeisterschaft
- 2005 Aufstieg in die Division II bei der Weltmeisterschaft der Division III
- 2013 Aufstieg in die Division II, Gruppe B, bei der Weltmeisterschaft der Division III